# 源義業
源 義業（みなもと の よしなり）は、平安時代後期の武将。実質的な佐竹氏初代。佐竹義業とも呼ばれるが、本人が佐竹姓を名乗ったことはない。

## 略歴
治暦3年（1067年）、源義光の嫡男として誕生。初名は義成と称した。
寛治元年（1087年）、父・義光が後三年の役に参戦し、官職を解任される。嘉承元年（1106年）、父と共に従兄・源義国と関東において合戦をする。天仁2年（1109年）、義兄・鹿島三郎成幹が源氏の棟梁で従兄・源義忠を暗殺する。
長承2年（1133年）、病没。父・義光を助け、源義光流の発展に寄与した。

## 常陸源氏の創生
義業がこの地に勢力を据えることができた理由は、母及び彼の室がこの地の有力豪族、常陸平氏の吉田清幹（成幹の父）の娘であったことによる。義業と清幹の娘との間に生まれた昌義が佐竹氏の初代となる。
佐竹氏の由来は常陸国久慈郡佐竹郷に本拠を構えたことによる。